# F·A·P·巴纳德
F·A·P·巴纳德（英語：Frederick Augustus Porter Barnard，1809年5月5日—1889年4月27日）是一位有听觉障碍的美国教育家，曾任美国内战结束后的首位美国科学促进会主席以及两所大学的校长。